# Каус (Великобритания)
Ка́ус (англ. Cowes) — город на севере острова Уайт (Англия). Население — 9 663 человек.

## География
Расположен на севере острова Уайт, на левом берегу реки Медина при впадении её в пролив Те-Солент. Ближайшие города — Ньюпорт в 7 километрах к югу, Ист-Каус на востоке на правом берегу реки Медина. На юго-запад от города расположены деревни Генард, Нортвуд и Рю-Стрит.

## История
В период правления Генриха VIII в 1539 году в городе была построена крепость Уэст-Каус-Касл, ставшая частью линии береговой обороны, защищающей остров от вторжения.
В 1862 году в Каусе начала действовать железная дорога, связывающая город с остальной частью острова. Дорога была закрыта в 1966 году.
В ночь с 4 на 5 мая 1942 года эсминец «Блыскавица» типа «Гром» под командованием командор-поручика Войцеха Францкого отбивал авианалёт на город, а экипаж корабля сумел восстановить разрушенные постройки и провести ремонт на месте. В Каус установлена памятная табличка в честь этого события, а с 2004 года одна из площадей носит имя Францкого.

## Экономика

### Туризм
В пяти километрах на юго-запад от города находится кемпинг Thorness Bay Holiday Park компании Park Resorts.

## Транспорт

### Водный транспорт
Паром компании «Red Funnel» связывает Каус с Саутгемптоном. На этом маршруте компания использует пассажирские катамараны Red Jet 3, Red Jet 4 и Red Jet 5.
Каждые 10—15 минут в Ист-Каус на противоположном берегу Медины отходит канатный автомобильный паром «Cowes Floating Bridge».

### Автомобильный
Автодорога A3020 (Каус — Ньюпорт — Шанклин) связывает Каус с центральной и юго-восточной частью острова. Дорога B3325 соединяет западную часть города и трассу A3020 в районе деревни Нортвуд на юге.
В столицу острова Уайт Ньюпорт с интервалом от 7 до 30 минут ходит автобус компании «Southern Vectis».

### Железнодорожный
В период с 1862 по 1966 год в Каусе действовала железная дорога, соединявшая с Ньюпортом. В Каусе работали станции Каус, Милл-Хилл и Медина-Уорф-Халт.

### Связь
Каус и прилегающие деревни Генард, Грейт-Торнесс, Нортвуд и Рю-Стрит входят в почтовый район «PO31», часть почтового района Портсмута, которому соответствует код «PO».

## Политика и власть
При выборах в парламент Каус входит в избирательный округ «Айл-оф-Уайт».
Охрану правопорядка в городе обеспечивают сотрудники полицейских участков района «Уэст Уайт» восточной зоны «Полиции Хэмпшира».
В ведении службы спасения на воде Cowes Lifeboat Station воды пролива Те-Солент от Ярмута до Райда. В распоряжении службы спасательное судно Sheena Louise.

## Культура
В библиотеке Кауса доступны книги по морскому делу. В здании библиотеки работает небольшой морской музей Cowes Maritime Museum.

## Спорт

### Парусный спорт
Ежегодная регата «Cowes Week» проходит в городе с 1826 года. В начале августа около 100 000 любителей парусного спорта посещает город с целью увидеть соревнование. История регаты началась в 1815 году, когда на острове был организован яхт-клуб «Royal Yacht Squadron» из 42 джентльменов интересующихся яхтенным спортом.
Клуб «Royal Ocean Racing Club» организует регату Фастнет, которая проходит раз в два года по маршруту Каус — Лендс-Энд — остров Фастнет у южного берега Ирландии — острова Силли — Плимут. Протяжённость маршрута — 1 126 километров.
Клуб Island Sailing Club ежегодно проводит регату Round the Island Race вокруг острова Уайт со стартом и финишем в Каусе.
В Каусе работает один из отделов яхт-клуба «Royal Corinthian Yacht Club».
С 1987 года работает организация UKSA или UK Sailing Academy, занимающаяся обучением парусному спорту.

### Футбол
В городе базируется футбольный клуб «Каус Спорт». В сезоне 2014/2015 выступает в первом дивизионе Лиги Уэссекса, десятом в системе футбольных лиг Англии.

## Образование
В средней школе «Cowes Enterprise College» получают образование более тысячи учащихся. Работают начальные школы Cowes Primary School и Love Lane Primary School.

## Религия
Католическая церковь святого Томаса Бекета входит в епархию Портсмута римско-католической церкви.
Англиканские церкви святой Марии, святой Троицы, святой Фе входят в епархию Портсмута англиканской церкви.

## Достопримечательности
- Уэст-Каус-Касл — крепость 1539 года постройки. В 1716 году перестроена для проживания. В 1856-58 годах архитектором Энтони Сэлвином (1799—1881) перестроена под здание яхт-клуба Royal Yacht Squadron. В 1951 году включена в список архитектурных памятников[35].
- Церковь святой Марии построена в 1657 году, расширена и перестроена в XIX веке. В 1951 году включена в список архитектурных памятников[36].
- Комплекс жилых и коммерческих построек на улице Хай-Стрит, 88 и 89. В 1951 году включен в список архитектурных памятников[37].
- Айви-Хаус — жилой дом, улица Сан-Хилл, 18. Построен в XVIII веке. В 1951 году включен в список архитектурных памятников[38].
- Нортвуд-Хаус — усадьба, построена в начале XIX века. В 1951 году включена в список архитектурных памятников[39].

- 80-тонный грузоподъёмный кран Каус-Хаммерхэд-Кран консольного типа, построен в 1911 году на территории судоверфи J. Samuel White. В 2004 году включен в список архитектурных памятников[40].